# Andrij Chlyvnjoek
Andrij Volodymyrovytsj Chlyvnjoek (Oekraïens: Андрій Володимирович Хливнюк; geboren in Tsjerkasy, 31 december 1979) is een Oekraïense zanger. Hij is lid van de Oekraïense band Boombox. Chlyvnjoek kreeg internationaal bekendheid door een video op Instagram waarin hij het eerste couplet van het Oekraïense volksliedje Oj oe loezi tsjervona kalyna a capella zingt.

## Biografie
Andrij Chlyvnjoek is op 31 december 1979 geboren in Tsjerkasy, in de toenmalige Oekraïense SSR, in de Sovjet-Unie, nu Oekraïne. Samen met Andrij Samojlo richtte hij in 2004 de band Boombox op. In 2009 leende Chlyvnjoek zijn stem voor de nasynchronisatie van de Franse film Banlieue 13: Ultimatum. In 2015 werd hij jury-lid bij de Oekraïense versie van X-factor. Na het begin van de Russische invasie in Oekraïne in februari 2022 werd Chlyvnjoek net als de andere bandleden van Boombox lid van de Oekraïense Territoriale strijdkrachten. Op het Sofiaplein in Kiev zong hij met een geweer hangend a capella het eerste couplet van Oj oe loezi tsjervona kalyna. De Zuid-Afrikaanse muzikant The Kiffness maakte van de door Chlyvnjoek gezongen versie van dit liedje een remix. Het lied Hey, Hey, Rise Up van Pink Floyd bevat de vocalen van de versie van Chlyvnjoek. 